# Kadkhodālū-ye Bālā
Kadkhodālū-ye Bālā (persiska: كَدخُدالوی عُليا, كدخدالو بالا, Kadkhodālū-ye ‘Olyā) är en ort i Iran.   Den ligger i provinsen Östazarbaijan, i den nordvästra delen av landet, 500 km nordväst om huvudstaden Teheran. Kadkhodālū-ye Bālā ligger 215 meter över havet och antalet invånare är 368.
Terrängen runt Kadkhodālū-ye Bālā är platt åt nordväst, men åt sydost är den kuperad. Kadkhodālū-ye Bālā ligger nere i en dal. Runt Kadkhodālū-ye Bālā är det ganska glesbefolkat, med 42 invånare per kvadratkilometer. Närmaste större samhälle är Khomārlū, 14,2 km sydväst om Kadkhodālū-ye Bālā. Trakten runt Kadkhodālū-ye Bālā består till största delen av jordbruksmark.